# 欧洲联盟委员会
歐洲聯盟執行委員會（英語：European Commission），簡稱歐盟執委會，是欧洲联盟的主要行政機關，為歐盟事實上的內閣。歐盟執委會由27位執委組成，首長為歐盟執委會主席。歐盟執委會主席由歐盟高峰會提名，並經歐洲議會同意。歐盟理事會提名執委人選，經執委會主席同意後，提交給歐洲議會同意後就任。執委會的歐洲公務員達32,000名，下有類似於政府部門的總署負責各個特定領域事務，並由掌管相關領域的執委領導。
每個歐盟成員國可擁有一席執委，執委須在位於盧森堡市的歐洲法院宣誓就職，捍衛歐盟權益。在欧盟政治系统中，歐盟執委會主要工作為負責執行歐洲議會和歐盟理事會的決議、提出歐洲法案和維護《歐洲聯盟條約》。
歐洲執委會的辦公地點設在比利時首都布魯塞爾的貝爾萊蒙大廈，公務使用的語言是法語、德語與英語。

## 歷史
歐盟執委會是根據法國外交部長羅伯特·舒曼於1950年5月9日提議而成立的超國家歐洲共同體體系中的五個關鍵機構之一。成立於1951年，當時是歐洲煤鋼共同體的高級公署，在歷任主席的領導下，權力和組成經歷了多次變化，涉及三個共同體。

### 成立
| 簽署 生效 條約         | 1951年 1952年 《巴黎條約》 | 1957年 1958年 《羅馬條約》 | 1965年 1967年 《合併條約》 | 2007年 2009年 《里斯本條約》 |
|                        |                            |                            |                            |                              |
|                        |                            |                            |                            |                              |
|                        | 歐洲原子能共同體委員會     | 歐洲各共同體               | 歐盟執行委員會             |                              |
| 歐洲煤鋼共同體高級機構 |                            | 歐洲各共同體               | 歐盟執行委員會             |                              |
|                        | 歐洲經濟共同體委員會       | 歐洲各共同體               | 歐盟執行委員會             |                              |
|                        |                            |                            | 论 编                      |                              |

執委會最早可追溯至1951年，是由主席尚·莫內領導、擁有九名成員的「高級公署」。高級公署是新的歐洲煤鋼共同體（ECSC）的超國家行政機構，在1952年8月10日於盧森堡市就職。1958年《羅馬條約》另外成立兩個共同體：歐洲經濟共同體（EEC）與歐洲原子能共同體（Euratom）。不過，他們的行政機關被稱做「執委會」，而非「高級公署」。更名反映了行政機關與理事會的新關係。法國等一些國家對高級公署的權力表示保留，並希望透過賦予理事會更多權力，而不是給新的行政機關，來限制高級公署的權力。

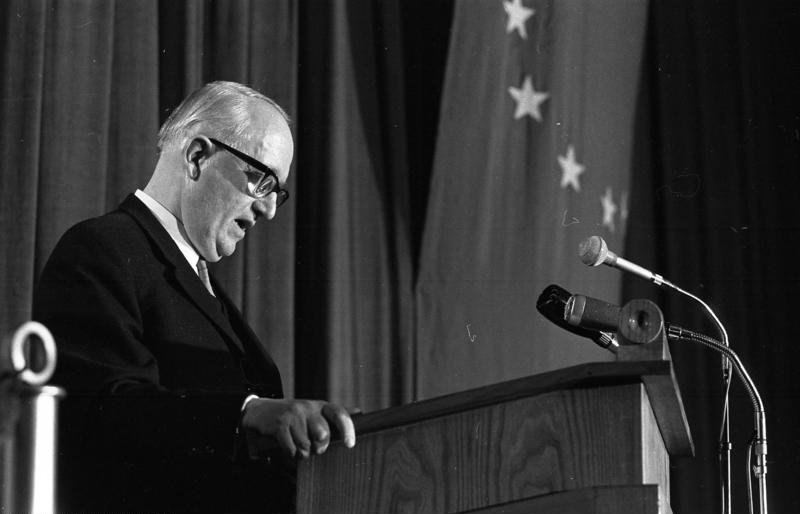
執委會第一任主席瓦尔特·哈尔斯坦

路易·阿爾芒領導了第一屆歐洲原子能共同體委員會。瓦尔特·哈尔斯坦領導了歐洲經濟共同體第一屆執委會，並於1958年1月16日在公爵夫人谷城堡舉行了第一次正式會議。執委會就一項有爭議的穀物價格協議達成共識，並在關稅暨貿易總協定的甘迺迪回合談判中首次亮相，給第三國留下了正面的印象。霍爾斯坦開始了歐洲法律的整合，並對國家立法產生顯著影響。起初，他的執委會很少受到關注，但在歐洲法院的幫助下，執委會充分展現權威，使未來的執委會能夠得到更認真的對待。然而，1965年，法國戴高樂政府與其他成員國在多個議題（英國加入、議會直選、富歇計畫和預算）上不斷累積的分歧，加上共同農業政策的提案，引發了「空椅危機」。雖然制度危機在次年解決，但艾蒂安·赫希失去了歐洲原子能共同體主席職位，隨後華特·霍爾斯坦也無法連任。

### 早期發展
合稱歐洲行政機關（European Executives）的三個組織共存至1967年7月1日。根據《合併條約》，三者合併為單一行政機關，由尚·雷伊擔任主席。由於合併，雷伊執委會的成員暫時增加到14名，之後委員會按照小國一名成員、大國兩名成員的分配方式減少到九名。雷伊執委會於1968年完成了共同體的關稅同盟，並致力於建立一個更強大、選舉產生的歐洲議會。儘管雷伊是聯合共同體的首任主席，但一般都將霍爾斯坦視為現代執委會的第一任主席。
馬爾法蒂和孟紹特執委會隨後著手推動貨幣合作，並於1973年首次向北擴張。隨著這次擴大，奧托利執委會下的成員增加到十三名（英國作為大國被授予兩名委員）。執委會在當時的經濟和國際情勢不穩定的時期處理共同體擴大事務。1977年1月，英國工黨政府內政大臣羅伊·詹金斯出任執委會主席，成為第一位代表共同體出席八大工業國組織高峰會的主席。繼詹金斯執委會之後，索恩執委會除了開始制定《單一歐洲法案》外，還負責監督共同體往南方的擴張。

### 雅克·德洛爾

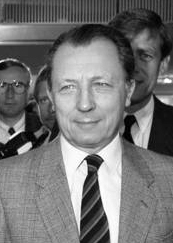
雅克·德洛爾是執委會史上最為知名的主席之一

由雅克·德洛爾領導的執委會被認為為共同體帶來方向感和活力。德洛爾和他的執委團也被認為是「歐元的奠基者」。《國際先驅論壇報》在1992年第二個任期結束時評價：「德洛爾將歐洲共同體從低迷中拯救出來。他在歐洲悲觀主義最糟糕的時候到來。儘管他（在法國以外）是鮮為人知的財政部長和前歐洲議會議員，但他為歐洲共同體和沮喪的布魯塞爾執委會注入了活力和希望。1985年到1988年的第一個任期，他團結歐洲響應單一市場的號召，當他被任命第二個任期時，他開始敦促歐洲人實現更雄心勃勃的經濟、貨幣和政治聯盟目標。」

### 雅克·桑特
德洛爾的繼任者是雅克·桑特。由於以艾迪特·柯瑞松為首的詐欺和腐敗醜聞不斷，桑特執委會在1999年被議會強迫辭職。這些詐欺行為是由內部稽核師保羅·范布伊特寧所揭露。
這是委員會第一次被迫集體辭職，代表權力向議會的轉移。然而，桑特執委會仍處理了《阿姆斯特丹條約》和歐元相關事務。

### 羅馬諾·普羅迪
繼桑特之後，羅馬諾·普羅迪上任。 《阿姆斯特丹條約》增加了執委會的權力，普羅迪也被媒體稱為宛如總理的角色。2001年簽署的《尼斯條約》賦予主席對執委團的組成更大的權力。

### 若澤·曼努埃爾·巴羅佐
2004年若澤·曼努埃爾·巴羅佐就任主席。議會再次明確反對巴羅佐執委會成員的提案。巴羅佐在上任前被迫對執委團進行改組。巴羅佐執委會是自2004年歐盟成員國擴大至25名以來第一個正式委員會。由於國家數量的增加，《阿姆斯特丹條約》取消大國兩名執委的規定，將執委人數修改為每成員國一名。
2004 年，前首席審計師Jules Muis再次提出詐欺和腐敗指控。執委會官員Guido Strack向歐盟反詐欺局揭發其部門在2002年至2004年期間涉嫌詐欺和濫用職權的情況，並因此遭到解僱。008年，保羅·范布伊特寧（因桑特委員會醜聞而聞名的前審計師）批評歐盟反詐欺局缺乏獨立性和有效性。
巴羅佐的第一屆執委會任期於2009年10月31日屆滿。根據《尼斯條約》，成員國數量達到27個後任命的第一個執委會必須減少到「少於成員國數量」。執委的具體人數將由歐盟高峰會一致決定，委員人數將在成員國之間平等輪調。在羅馬尼亞和保加利亞於2007年1月加入後，該條款對下一屆委員會生效。2009年12月1日生效的《里斯本條約》規定，除非高峰會另有決定，否則自2014年起，執委人數減少至成員國的三分之二。成員將平等輪換，任何成員國不得有超過一名專員。然而，由於擔心失去執委，該條約於2008年被愛爾蘭否決。因此，高峰會提議利用其權力上修執委人數，以換取愛爾蘭重新舉行投票。但根據條約規定，仍需少於成員國總數，因此有人提議，沒有獲得專員的成員國將獲得高級代表一職，即所謂的26+1模式。這項保證使得愛爾蘭在2009年的第二次全民公投中批准條約。
《里斯本條約》也將歐盟對外關係執委與理事會共同外交和安全政策高級代表合併。該職位也是執委會副主席，將主持歐盟理事會的外交事務會議以及履行執委會的對外關係職責。該條約進一步規定，任命歐盟執委會主席時應「考慮」最近一次的歐洲選舉，不過，實務上的主席候選人是由歐盟高峰會提名，再由歐洲議會「選出」，而不是《尼斯條約》定義的「批准」。
為了因應歐洲懷疑主義，巴羅佐執委會放鬆了執法力度，以強化一體化。

### 尚-克勞德·榮克
2014年，尚-克勞德·榮克成為歐盟執委會主席。
榮克任命他的前競選總監兼過渡團隊負責人馬丁·塞爾邁爾擔任小內閣主任。在榮克擔任主席期間，塞爾邁爾被稱為「有史以來最有權勢的歐盟辦公室主任」。

### 烏蘇拉·馮德萊恩

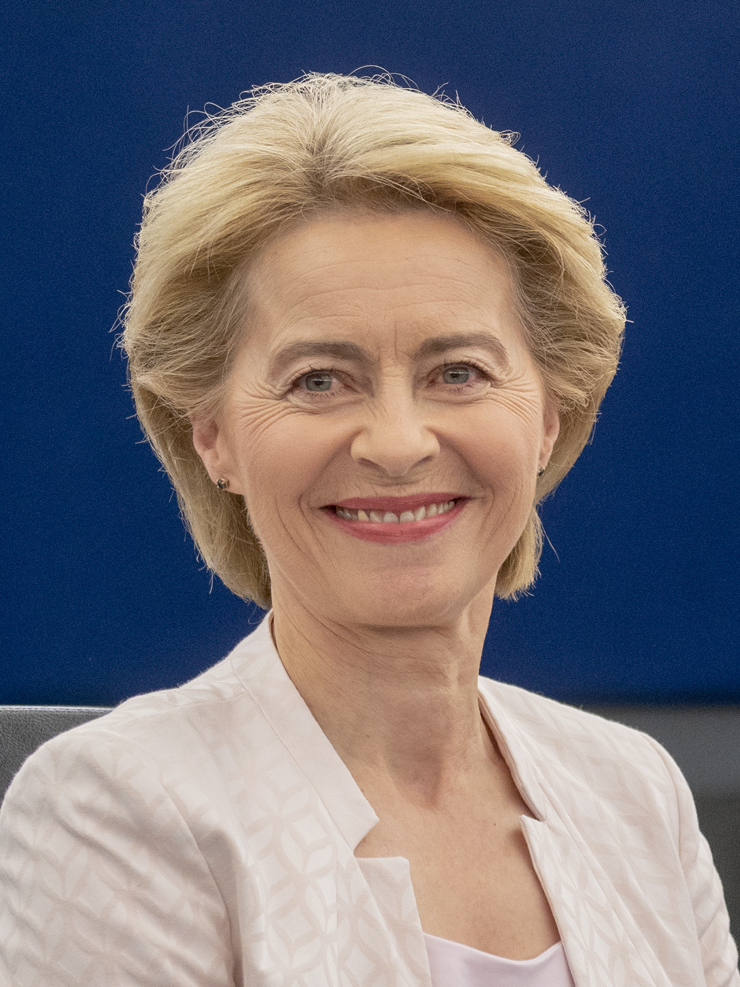
現任主席烏蘇拉·馮德萊恩

2019年，烏蘇拉·馮德萊恩被任命為歐盟執委會主席。她在2019年7月16日向歐洲議會提交政策指南。她一開始並非主席可能候選人，但因歐洲人民黨選舉不如預期，雖然仍然保住第一大黨寶座，但也因此決定讓馮德萊恩取代原訂的主席候選人曼弗雷德·韋伯。9月9日，歐盟理事會公佈了歐盟執委候選人名單，該名單由各成員國政府送往布魯塞爾，並須經議會正式批准。

## 權力與功能
執委會從一開始就是作為一個獨立於政府的超國家機構而設立，被稱為「唯一思考歐洲的機構」。成員由成員國政府提名，每個成員國各配得一名。然而，他們必須獨立自主，不受所屬國家政府等其他因素的影響。這與代表政府的歐盟理事會、代表公民的歐洲議會、代表民間社會的歐洲經濟與社會委員會以及代表地方和地區當局的的歐洲地區委員會形成鮮明對比。
根據《歐盟條約》第17條，該委員會負有多項職責：制定中期戰略；起草立法並在立法過程中進行仲裁；制定規則和條例，例如競爭政策；制定歐盟預算；以及審查條約和法律的執行。歐盟執委會的議事規則規定了委員會的運作和組織。

### 行政權
在《里斯本條約》生效之前，歐盟的行政權由高峰會掌握，再授予執委會執行的權力。然而，高峰會可以撤銷權力、直接行使，或對其使用施加條件。《里斯本條約》改變了這項狀況，此後執委會僅依據條約行使權力。然而，權力比大多數國家行政人員受到更多限制，部分原因是執委會在外交政策等領域缺乏權力，該權力由歐盟高峰會和歐盟理事會掌握。部分人士將其稱為另一位行政機關。
根據《里斯本條約》，歐盟高峰會已成為擁有任命執委會權力的正式機構，可以說這兩個機構掌握著歐盟的行政權（歐盟高峰會還擁有個別國家的行政權） 。

### 立法倡議
執委會與其他機構的不同之處在於，它在歐盟獨自擁有立法主動權。只有執委會才能提出正式的立法提案，提案不能來自立法部門。根據《里斯本條約》，共同外交和安全政策領域不允許任何立法行為。而在其他領域，高峰會和議會可以要求立法。在大多數情況下，執委會根據這些建議啟動提案。這種壟斷設計意在確保歐盟法律的起草能協調一致。然而這權力受到了一些人士的挑戰，他們聲稱議會也應該擁有這項權利，如同大多數國家議會在某些方面也擁有類似權利。此外，雖然理事會和議會可以要求執委會起草立法，但執委會有權拒絕，如2008年的跨國集體公約。根據《里斯本條約》，歐盟公民也可以透過提交一百萬人連署的請願書，要求執委會立法，但這並不具有約束力。
該委員會提出法律的權力通常集中在經濟監管上。他們提出了大量基於「預防原則」的法規。這意味著，如果環境或人類健康出現可信的危害，就會採取先發制人的監管：例如應對氣候變遷和限制基因改造生物。歐盟執委會已承諾歐盟成員國在2050年實現碳中和。這與優先衡量法規對經濟影響的立場相反。因此，執委會經常提出比其他國家更嚴格的立法。由於歐洲市場的規模，這使得歐盟立法對全球市場產生重要影響。2022年2月23日，歐盟執委會發布了《企業永續發展盡職調查指令》，該指令為企業建立了盡責查證框架，以識別對人權和環境的實際或潛在風險和損害，並建立減少這些風險的流程和標準。該指令預計將於2024年正式通過，然後在兩年內被所有歐盟成員國納入國內法律。
最近，該委員會已著手制定歐洲刑法。2006年，一艘歐洲船隻在象牙海岸發生有毒廢棄物洩漏事件，促使執委會研究針對有毒廢棄物的法案。這使得執委佛朗哥·佛拉第尼和斯塔夫羅斯·迪馬斯提出「生態犯罪」的想法。他們提出刑法的權利在歐洲法院內受到部分質疑。截至2007年，唯一提出的其他刑法提案是關於智慧財產權指令，截至2007年 以及2002年反恐框架決議的修正案，將與恐怖主義有關的煽動、招募（特別是透過網路）和培訓定為非法。

### 執行
一旦立法獲得理事會和議會通過，該委員會就有責任確保其實施。他們透過成員國或其公署來執行。在採取必要的技術措施時，執委會可由成員國以及公共、私人遊說團體代表組成的委員會進行協助（該程序稱「專家委員會」（comitology））。此外，執委會負責歐盟預算的執行，與歐洲審計院一起確保歐盟資金正確使用。
執委會有責任確保條約和法律得到支持，因此可能會將成員國或其他機構的爭端告上法庭。此時，他們被非正式地稱為「條約守護者」。最後，執委會有時也可做為歐盟對外代表參加外部會議，如世界貿易組織。執委會主席也時常出席七大工業國組織會議。

## 執委團
執委會由27名成員、包含主席和副主席在內的「執委團」（College of Commissioners）組成。儘管每位成員都是由各國政府提名，但他們在執委會中並不代表自己國家。然而，在實務中，他們偶爾也會為了國家利益而施壓。一旦提名，主席將向每位成員委任職責。執委的權力很大程度上取決於他們的職責，並且會隨著時間而改變。例如，隨著教育和文化在歐洲政策制定中重要性的上升，教育執委的重要性也不斷增加。另一個例子是競爭執委，是具有全球影響力的顯要職位。執委會就職前，整個執委團必須得到議會的批准。每個執委有各自的個人內閣協助，為他們提供政治指導，而公務員則負責技術準備。

### 任命

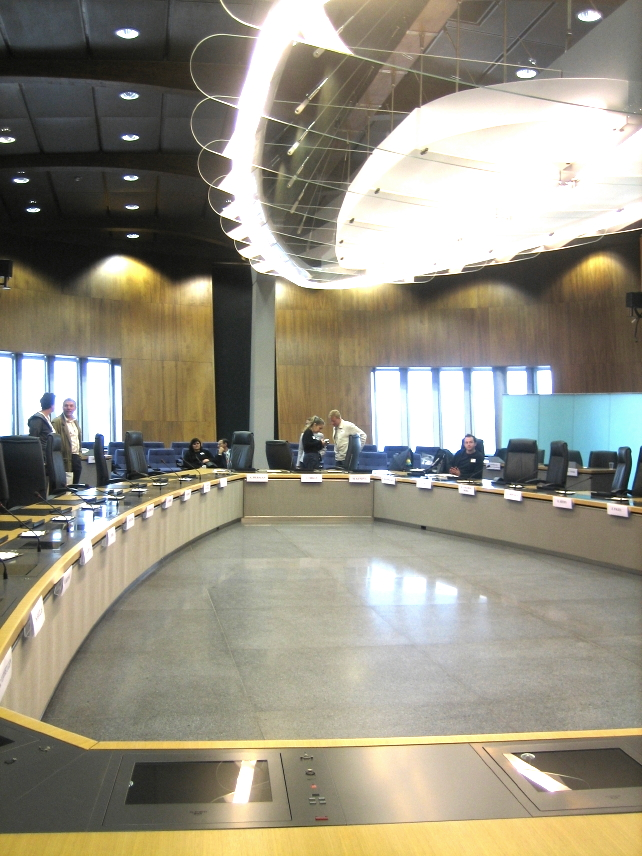
貝爾萊蒙大廈13樓的會議室

歐盟執委會主席首先由歐盟高峰會考慮到最新的議會選舉結果，透過有效多數（QMV）提名（任何來自最大政黨的人都可以被選出），該候選人隨後將由歐洲議會投票選出。因此，這是屬於間接選舉。如果歐洲議會未能選出候選人，歐盟高峰會應在一個月內提出另一位候選人。
歐盟高峰會選出主席和任命高級代表後，每位執委均由其成員國（提名主席和高級代表的國家除外）與執委會主席協商後提名，執委會主席負責職責分配。主席提議的執委團將在歐洲議會舉行聽證會，歐洲議會進行質詢，然後就他們的整體適合性進行投票。如果歐洲議會反對某個候選人，主席必須重新調整（改組），或向成員國請求新的候選人，以免執委團被歐洲議會否決。一旦執委團獲得議會批准，將在歐盟理事會以有效多數方式投票後正式任命。
執委團任命後，主席從執委中任命多位副主席。副主席掌管涉及多位執委的政策領域。其中，高級代表為當然副主席，不須透過任命。高級代表也負責協調涉及歐盟對外關係和防務合作的執委工作。馮德萊恩執委會還設立了更高階的執行副主席職位，由歐洲議會三大黨團任命。與其他副主席不同，他們的任務是掌管現任執委會的首要政策領域，為此他們有專門的總署協助。

### 解任
歐洲議會可發動不信任投票，經三分之二票數同意通過後解散整個執委團。
只有主席可以要求執委辭職。然而，如果理事會或執委會提出要求，或是歐洲法院裁定違反義務，可迫使執委退休（《歐盟運作條約》第245條和第247條）。

### 政治化
巴羅佐執委會因議會反對而延後至2004年底上任，並被迫進行改組。2007年，隨著羅馬尼亞和保加利亞的加入，執委會成員從25名增加到27名，兩國各自任命了自己的執委。隨著執委會規模的不斷擴大，巴羅佐對執委團採取了更主席的控制方式，這為他招致了一些批評。
然而，在巴羅佐的任期內，隨著法國、英國和德國等國試圖邊緣化，執委會對大國做出讓步。隨著根據《里斯本條約》設立歐盟高峰會主席，這種情況逐漸增加。執委會內部也更為政治化。

## 行政
執委會分為多個部門，稱為總署（DG），類似於政府部門或部會。每個部門都涵蓋特定的政策領域，例如農業、司法與公民權、或是人力資源和翻譯等內部服務。總署由署長領導，並向執委負責。執委的職責可由多個總署協助。總署為執委準備提案，如果執委會大多數執委批准提案，則將提交給議會和高峰會審議。執委會公務員由秘書長領導。歐盟執委會的議事規則規定了執委會的運作和組織。
有人批評，高度分散的總署結構造成不同的部門和執委之間相互競爭。浪費了大量時間。此外，執委沒有時間學習如何管理公務員，使得總署對執委有相當大的控制權。
根據執委會公佈的數據，2012年9月聘用了23,803名正職人員和臨時人員。此外，還有9,230名「外部人員」（如約聘人員、特派國家專家、青年專家、實習生等）。最大的總署是翻譯總署，擁有2,309名工作人員，而國籍最多的群體是比利時人 （18.7%），可能是因為大多數工作人員（17,664名）都在比利時。

### 新聞發布

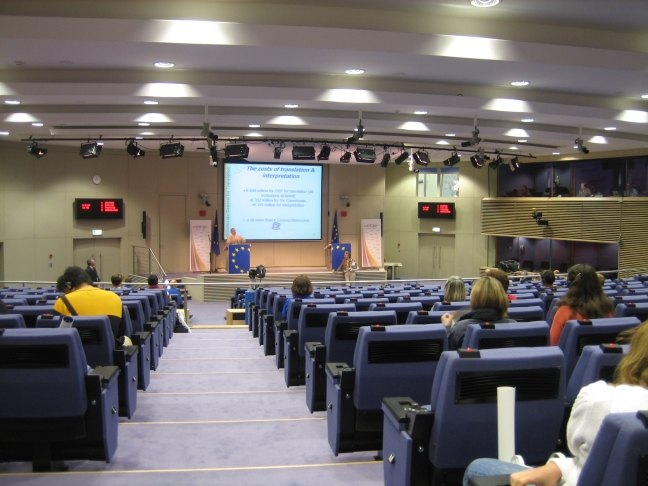
貝爾萊蒙大廈的新聞發佈室

執委會與新聞界的溝通由通訊總署負責。現任執委會首席發言人是艾瑞克·馬默（Eric Mamer），他主持午間媒體發布會，俗稱「午間記者會」（Midday Presser）。該會議每週日在貝爾萊蒙大廈的新聞發佈室舉行，記者可以就任何主題向執委會官員提問，並可在電視直播中得到「公開」的答案。
通訊總署的發言人辦公室與主席內閣的執行通訊顧問進行協調，為主席和執委提供有效的溝通支援。
新聞稿通常要經過數個起草階段，來強調執委會的作用，並「為歐盟和執委會辯護」，因此增加了篇幅和複雜性。如果涉及多個部門，則新聞稿也可能成為執委會各領域和執委本身競爭的來源。這也導致了異常多量的新聞稿，被視為是歐盟政治結構的獨特產物。
2020年，每個成員國的媒體機構都有一名布魯塞爾駐地記者。儘管全球的記者人數有所減少，但透過衛星和電視等歐洲頻道的大量新聞稿和營運使許多新聞機構相信他們可以透過這些來源和通訊社進行報導。執委會於2013年12月20日關閉了新聞網站Presseurop，因而遭受批評。

## 正當性與批評
由於執委會是行政部門，候選人由27個成員國政府單獨選出。在歐盟內部，執委會的正當性主要取決於歐洲議會所需的投票批准以及解散該機構的權力。因此，歐洲懷疑論者對自1999年以來歐洲議會選舉的投票率相對較低（通常低於50%）表示擔憂。雖然這一數字可能高於一些全國性選舉，包括美國國會的年末選舉，但執委會主席職位不是透過直接選舉產生的事實使一些歐洲懷疑論者質疑該職位的正當性。執委會可以直接決定（儘管有專門成立的專家委員會的監督）實施立法的形式，這一事實進一步引起了人們對民主正當性的擔憂。
儘管民主結構和方式不斷修正，但在創建歐洲公民社會時沒有可參考的範本也是事實。《里斯本條約》藉由建立更多的民主掌控，在一定程度上解決執委會存在的明顯缺陷，包括規定將選舉與執委會主席選舉結合起來的程序。從歷史上看，執委會的確被視為一個技術官僚專家機構，類似於獨立中央銀行等機構，負責處理政策的技術領域，因此應該從政黨政治中剔除。從這個角度來看，選舉壓力將削弱執委會作為獨立監管者的作用。執委會的支持者指出，立法必須得到理事會（成員國部長，所有領域）和歐洲議會（大多數領域）的批准才能通過，因此沒有其政府批准而通過的國家法律數量有限。
2009年，歐洲監察使公佈了公民對歐盟機構投訴的統計數據，其中大多數針對歐盟委員會（66%），並涉及缺乏透明度（36%）。2010年，執委會因阻止取得有關歐盟生物燃料政策的文件而被告上法院。這是在媒體指責執委會封鎖反對生物燃料補貼的科學證據之後所發生。內部和獨立審計組織的許多報告都強調了執委會缺乏透明度、遊說關係不明確、利益衝突和過度支出等問題。他們也受到IT相關議題批評，特別是與微軟相關的問題。2020年9月，歐盟執委會提出了一項反種族主義行動計劃，以解決歐盟的結構性種族主義問題，包括採取措施解決布魯塞爾歐洲決策者缺乏種族多樣性的問題，正如#BrusselsSoWhite運動所譴責的。

## 所在地

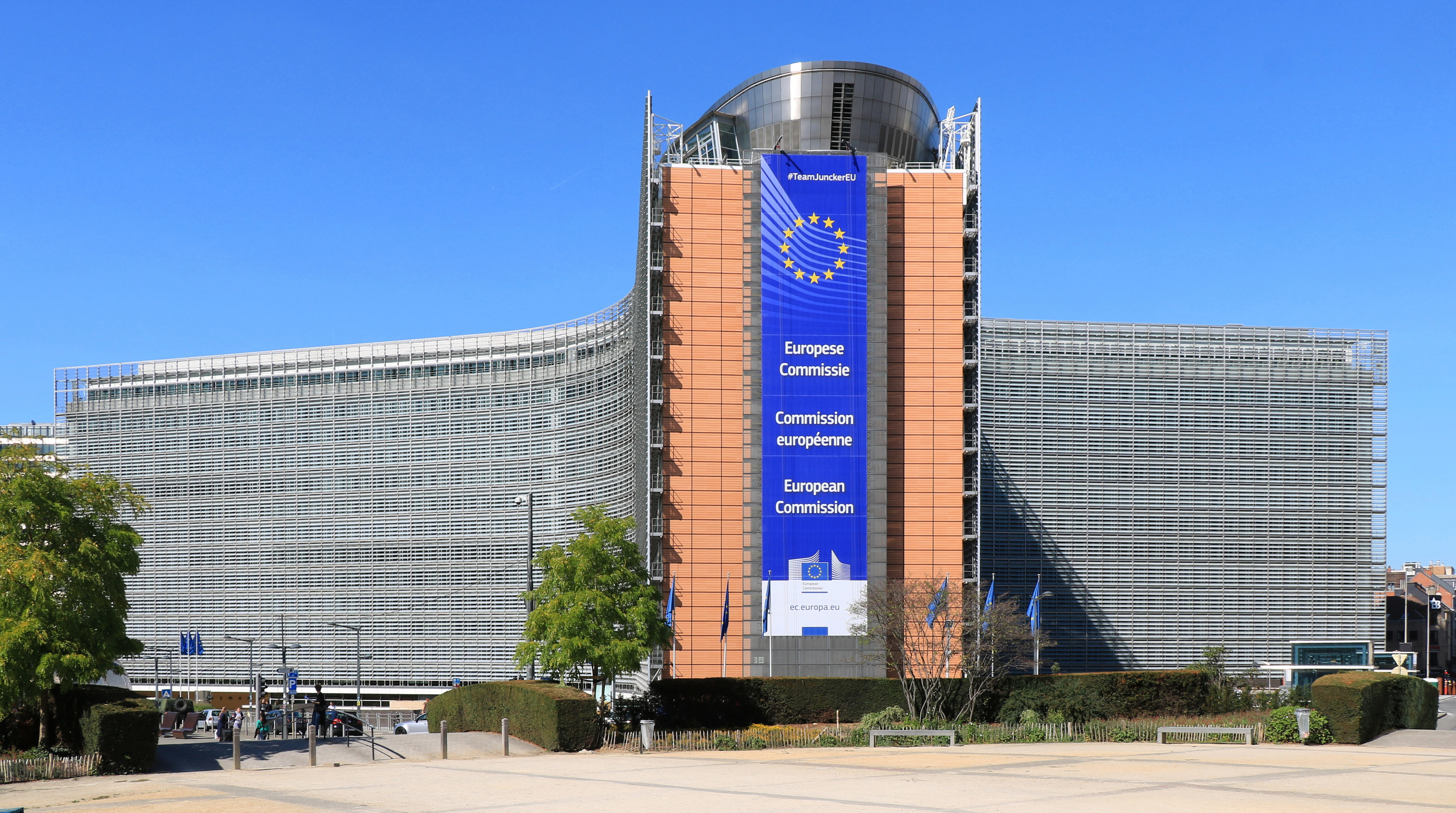
歐盟執委會總部貝爾萊蒙大廈

執委會位於布魯塞爾，主席辦公室和執委會會議室位於貝爾萊蒙大廈13樓。整個組織分散在布魯塞爾和盧森堡市的許多其他建築。當議會在史特拉斯堡舉行會議時，執委們也會在溫斯頓·邱吉爾大廈參加議會辯論。執委會成員及其「內閣」（直屬團隊）都在布魯塞爾的貝爾萊蒙大廈。此外，歐盟執委會在以下國家擁有為其提供支援的內部科學設施：義大利伊斯普拉、荷蘭佩滕；德國卡爾斯魯厄、比利時海爾和西班牙塞維亞。衛生與食品安全總署有部分在愛爾蘭米斯郡格蘭奇（Grange）。

## 外部鏈結
- 欧盟网站 （页面存档备份，存于）
- 欧盟委员会网站 （页面存档备份，存于）
- Europedia （页面存档备份，存于）